# Talsperre Vascoveiro
Die Talsperre Vascoveiro (portugiesisch Barragem de Vascoveiro) liegt in der Region Mitte Portugals im Distrikt Guarda. Sie staut den Ribeira da Pega zu einem Stausee auf. Die namensgebende Gemeinde Vascoveiro befindet sich ungefähr 500 m nordöstlich der Talsperre.
Mit dem Projekt zur Errichtung der Talsperre wurde im Jahre 1996 begonnen. Der Bau wurde 2000 fertiggestellt. Die Talsperre dient der Trinkwasserversorgung. Sie ist im Besitz der Kreisverwaltung von Pinhel, der CM Pinhel.

## Absperrbauwerk
Das Absperrbauwerk ist ein Staudamm mit einer Höhe von 23 m über der Gründungssohle (19 m über dem Flussbett). Die Dammkrone liegt auf einer Höhe von 594,5 m über dem Meeresspiegel. Die Länge der Dammkrone beträgt 248 m und ihre Breite 7 m. Das Volumen des Staudamms umfasst 95.000 m³.
Der Staudamm verfügt sowohl über einen Grundablass als auch über eine Hochwasserentlastung. Über den Grundablass können maximal 1,1 m³/s abgeleitet werden, über die Hochwasserentlastung maximal 306 m³/s. Das Bemessungshochwasser liegt bei 306 m³/s; die Wahrscheinlichkeit für das Auftreten dieses Ereignisses wurde mit einmal in 1.000 Jahren bestimmt.

## Stausee
Beim normalen Stauziel von 591 m (maximal 593,2 m bei Hochwasser) erstreckt sich der Stausee über eine Fläche von rund 0,57 km² und fasst 3 Mio. m³ Wasser – davon können 2,4 Mio. m³ genutzt werden. Das minimale Stauziel liegt bei 582,2 m.